# V417 Волопаса
V417 Волопаса (лат. V417 Boötis) — одиночная переменная звезда в созвездии Волопаса на расстоянии приблизительно 5717 световых лет (около 1753 парсека) от Солнца. Видимая звёздная величина звезды — от +13,26m до +12,81m.

## Характеристики
V417 Волопаса — белая пульсирующая переменная звезда типа Дельты Щита (DSCT) спектрального класса A. Эффективная температура — около 8443 K.